# Liste der Baudenkmäler in Windorf

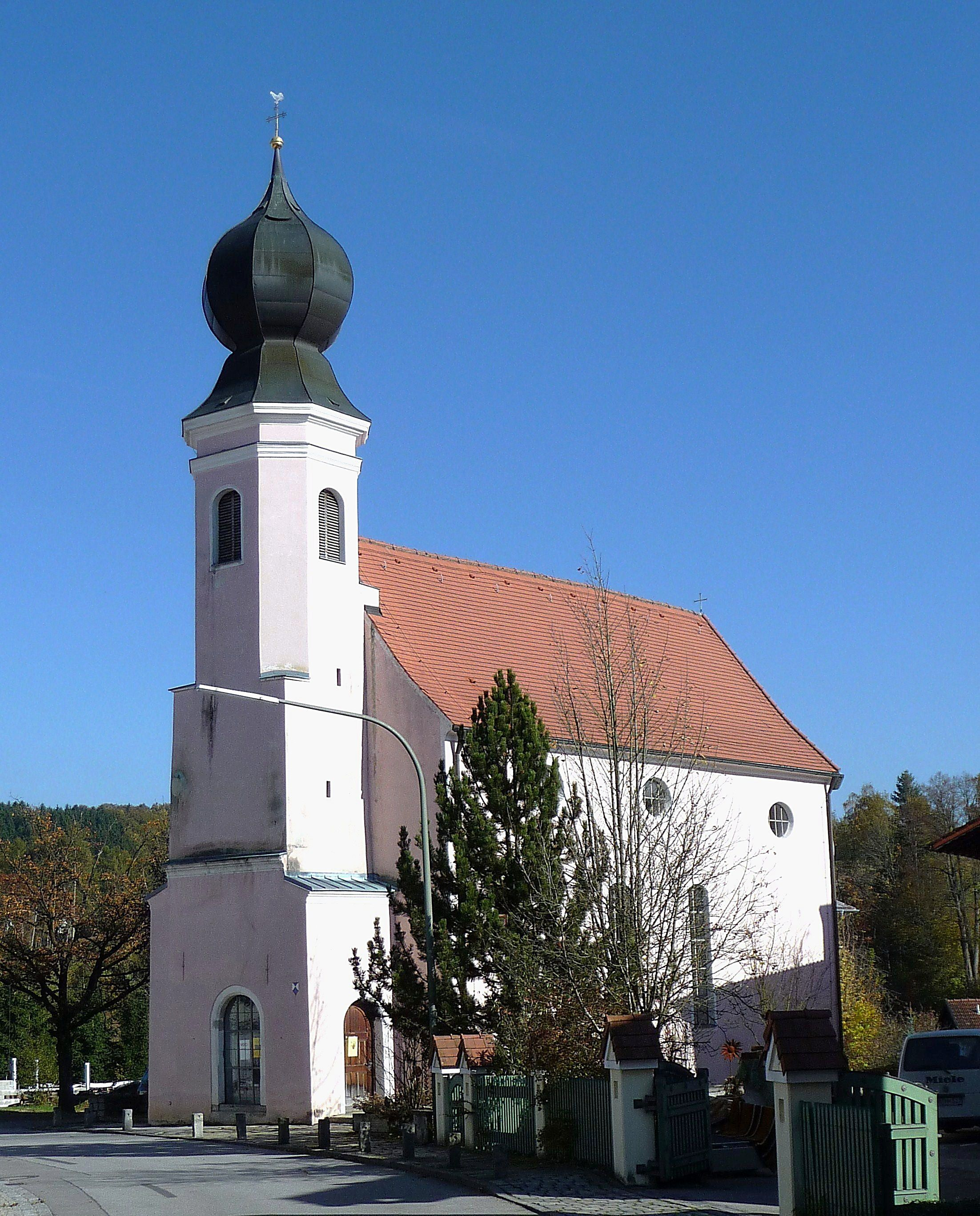
Ehemalige Pfarrkirche St. Ulrich in Rathsmannsdorf

Auf dieser Seite sind die Baudenkmäler in dem niederbayerischen Markt Windorf zusammengestellt. Diese Tabelle ist eine Teilliste der Liste der Baudenkmäler in Bayern. Grundlage ist die Bayerische Denkmalliste, die auf Basis des Bayerischen Denkmalschutzgesetzes vom 1. Oktober 1973 erstmals erstellt wurde und seither durch das Bayerische Landesamt für Denkmalpflege geführt wird. Die folgenden Angaben ersetzen nicht die rechtsverbindliche Auskunft der Denkmalschutzbehörde.

## Baudenkmäler nach Ortsteilen

### Windorf
| Lage                                    | Objekt                                    | Beschreibung | Akten-Nr.     | Bild |
| --------------------------------------- | ----------------------------------------- | --- | ------------- | --- |
| Frauenberg 27 (Standort)                | Sogenannte Frauenbergkapelle              | Traufständiger und polygonal schließender, verkleideter Holzbau mit Satteldach, 1822; mit Ausstattung | D-2-75-159-1  | BW |
| Marktplatz 28 (Standort)                | Ehemaliges Pfarrhaus                      | Zweigeschossiger und giebelständiger Halbwalmdachbau mit Putzgliederungen, Ende 18. Jahrhundert | D-2-75-159-69 | BW |
| Marktplatz 29 (Standort)                | Wohnhaus                                  | Zweigeteilter Bau, rückwärtig zweigeschossiger Obergeschoss-Blockbau, 1. Hälfte 18. Jahrhundert | D-2-75-159-4  | BW |
| Marktplatz 32 (Standort)                | Katholische Pfarrkirche St. Jakobus d. Ä. | Saalbau mit offenem Satteldach, eingezogenem Polygonalchor und Westturm, Chor und Turmuntergeschosse spätgotisch, Langhaus 1963–64 von Karl Habermann, München; mit Ausstattung                               | D-2-75-159-5  | weitere Bilder |
| Marktplatz 33 (Standort)                | Wohnhaus                                  | Zweigeschossiger und firstparalleler Mansardwalmdachbau, bezeichnet mit 1604, Dach spätes 18. Jahrhundert | D-2-75-159-6  | BW |
| Marktplatz 40 (Standort)                | Gasthaus                                  | Dreigeschossiger und traufständiger Halbwalmdachbau mit zwei Bodenerkern, rustizierter Rundbogen-Durchfahrt und profiliertem Traufgesims, hofseitig korbbogige Laube, 17. Jahrhundert, Aufstockung um 1840/50 | D-2-75-159-8  | BW |
| Marktplatz 42 (Standort)                | Wirtshausausleger                         | Schmiedeeisen, 1840/50 | D-2-75-159-9  | BW |
| Marktplatz 44 (Standort)                | Wohn- und Geschäftshaus                   | Zweigeschossiger und firstparalleler Walmdachbau mit Zwerchgiebel und Putzgliederungen, 18. Jahrhundert, Umgestaltung Mitte 19. Jahrhundert                                                                   | D-2-75-159-10 | BW |
| Uferstraße (beim Marktplatz) (Standort) | Figur des hl. Johannes Nepomuk            | In erneuerter Kapelle, Mitte 18. Jahrhundert | D-2-75-159-11 | [[Vorlage:Bilderwunsch/code!/C:48.6236,13.22381!/D:Uferstraße (beim Marktplatz), Figur des hl. Johannes Nepomuk!/\|BW]] |

### Atzing
| Lage                       | Objekt                          | Beschreibung                                                                  | Akten-Nr.     | Bild |
| -------------------------- | ------------------------------- | ----------------------------------------------------------------------------- | ------------- | ---- |
| Nähe Kerschbaum (Standort) | Bildstock, sogenannte Pestsäule | Gemauerter Rundpfeiler mit Bildnischen und Kreuzaufsatz, wohl 17. Jahrhundert | D-2-75-159-13 | BW   |

### Babing
| Lage                | Objekt                     | Beschreibung | Akten-Nr.     | Bild |
| ------------------- | -------------------------- | --- | ------------- | ---- |
| Babing 1 (Standort) | Wohnhaus des Vierseithofes | Zweigeschossiger und giebelständiger, teilweise verschalter Blockbau mit Satteldach, Kniestock und Traufschrot, im Kern 2. Hälfte 18. Jahrhundert, Dach später | D-2-75-159-14 | BW   |

### Besensandbach
| Lage                       | Objekt                       | Beschreibung | Akten-Nr.     | Bild |
| -------------------------- | ---------------------------- | --- | ------------- | ---- |
| Besensandbach 7 (Standort) | Wohnhaus eines Vierseithofes | Zweigeschossiger und traufständiger Obergeschoss-Blockbau mit vorschießendem Flachsatteldach, 3. Viertel 18. Jahrhundert | D-2-75-159-16 | BW   |

### Breiteich
| Lage                   | Objekt          | Beschreibung | Akten-Nr.     | Bild |
| ---------------------- | --------------- | --- | ------------- | ---- |
| Breiteich 4 (Standort) | Kleinbauernhaus | Zweigeschossiger und giebelständiger Blockbau mit Giebelschrot und über seitlichem Blockbau-Schupfen abgeschlepptem Flachsatteldach, bezeichnet mit 1697 | D-2-75-159-17 | BW   |

### Edhäusl
| Lage                                          | Objekt                                                              | Beschreibung                                         | Akten-Nr.     | Bild |
| --------------------------------------------- | ------------------------------------------------------------------- | ---------------------------------------------------- | ------------- | ---- |
| Frauenberg, Straße Windorf-Wimberg (Standort) | Grenzstein der ehemaligen Territorialgrenze Bayern-Hochstift Passau | Rundbogiger Wappenstein, Granit, bezeichnet mit 1691 | D-2-75-159-18 | BW   |

### Gaishofen
| Lage                                               | Objekt                                                                      | Beschreibung | Akten-Nr.     | Bild |
| -------------------------------------------------- | --------------------------------------------------------------------------- | --- | ------------- | ---- |
| In Gaishofen (Standort)                            | Katholische Nebenkirche St. Georg (ehemalige Wallfahrtskirche St. Leonhard) | Saalkirche mit eingezogenem Rechteckchor, schmaler Apsis, verschindeltem Glockendachreiter und seitlich offener Vorhalle, Chor romanisch, Langhaus 1635, im Kern gotisch; mit Ausstattung | D-2-75-159-21 | BW   |
| Obere Wiesen, an der Straße nach Winden (Standort) | Wegkapelle                                                                  | Offenes Gehäuse mit Zeltdach und Eckpilastern, 18./19. Jahrhundert; mit Ausstattung | D-2-75-159-25 | BW   |

### Haseneck
| Lage                      | Objekt     | Beschreibung                                           | Akten-Nr.     | Bild |
| ------------------------- | ---------- | ------------------------------------------------------ | ------------- | ---- |
| Am Dentberg 16 (Standort) | Wegkapelle | Satteldachbau mit rundbogiger Tür, 19./20. Jahrhundert | D-2-75-159-27 | BW   |

### Kading
| Lage                                      | Objekt                                              | Beschreibung | Akten-Nr.     | Bild |
| ----------------------------------------- | --------------------------------------------------- | --- | ------------- | --- |
| Kading 8 (Standort)                       | Ehemaliges Jagdschloss der Fürstbischöfe von Passau | Dreigeschossiger Satteldachbau mit Anbau nach Südosten und rundem Eckerker, nach mehrmaligen Zerstörungen im 16./17. Jahrhundert Neubau 1636, seit 1793 Verfall und Nutzung als Stall Reste der Schlossmauer, Bruchstein, wohl 17. Jahrhundert | D-2-75-159-29 | BW |
| Kading 8 b (Standort)                     | Bauernhaus, ehemaliges Jägerhaus                    | Zweigeschossiger und traufständiger Bau mit Blockbau-Obergeschoss und vorschießendem Flachsatteldach, Bauinschrift und Wappensteinen des ehemaligen Schlosses, 18. Jahrhundert                                                                 | D-2-75-159-30 | BW |
| Jägerhölzl (östlich des Ortes) (Standort) | Waldkapelle                                         | Giebelständiger Satteldachbau mit Inschrifttafel, bezeichnet mit 1851 | D-2-75-159-31 | [[Vorlage:Bilderwunsch/code!/C:48.63296,13.29271!/D:Jägerhölzl (östlich des Ortes), Waldkapelle!/\|BW]] |

### Kreiling
| Lage                                             | Objekt                               | Beschreibung | Akten-Nr.     | Bild |
| ------------------------------------------------ | ------------------------------------ | --- | ------------- | --- |
| Kreiling 1 (Standort)                            | Waldlerhaus, ehemaliges Austragshaus | Teilweise später ausgemauerter Blockbau mit weit vorgezogenem Flachsatteldach, Balusterschrot und geschnitzten Balkenköpfen, bezeichnet mit 1642, Erdgeschoss modernisiert | D-2-75-159-32 | BW |
| Kadinger Feld (nordöstlich des Ortes) (Standort) | Kapellenbildstock                    | Mit Satteldach, korbbogiger Nische und Putzrahmung, 2. Viertel 19. Jahrhundert                                                                                             | D-2-75-159-34 | [[Vorlage:Bilderwunsch/code!/C:48.63091,13.27959!/D:Kadinger Feld (nordöstlich des Ortes), Kapellenbildstock!/\|BW]] |

### Lemberg
| Lage                 | Objekt                       | Beschreibung | Akten-Nr.     | Bild |
| -------------------- | ---------------------------- | --- | ------------- | ---- |
| Lemberg 5 (Standort) | Wohnhaus eines Vierseithofes | Zweigeschossig mit Blockbau-Obergeschoss, vorschießendem Flachsatteldach und Traufschrot, im Kern Ende 18. Jahrhundert, Dach später | D-2-75-159-35 | BW   |

### Naßkamping
| Lage                       | Objekt                       | Beschreibung | Akten-Nr.     | Bild |
| -------------------------- | ---------------------------- | --- | ------------- | ---- |
| Nähe Naßkamping (Standort) | Kapellenbildstock            | Mit Satteldach und rundbogiger Nische, 19. Jahrhundert | D-2-75-159-38 | BW   |
| Naßkamping 1 (Standort)    | Wohnhaus eines Dreiseithofes | Zweigeschossiger und giebelständiger Flachsatteldachbau mit Blockbau-Obergeschoss und Traufschrot, im Kern 1. Hälfte 19. Jahrhundert, Dach später                  | D-2-75-159-36 | BW   |
| Naßkamping 2 (Standort)    | Wohnstall- und Ausnahmshaus  | Zweigeschossiger und traufständiger Blockbau mit vorschießendem, später aufgesteiltem Flachsatteldach und zweiseitig umlaufendem Schrot, 2. Hälfte 17. Jahrhundert | D-2-75-159-37 | BW   |

### Neuhofen
| Lage                  | Objekt                                                      | Beschreibung | Akten-Nr.     | Bild |
| --------------------- | ----------------------------------------------------------- | --- | ------------- | ---- |
| Neuhofen 1 (Standort) | Katholische Filial- und Wallfahrtskirche Vierzehn-Nothelfer | Saalkirche mit Polygonalchor und Chorflankenturm, um 1500, Annakapelle als südliches Seitenschiff unter abgeschlepptem Dach, 1523 Friedhofstor mit Treppenaufgang, 16./17. Jahrhundert | D-2-75-159-39 | BW   |
| Neuhofen 2 (Standort) | Gasthaus                                                    | Stattlicher zweigeschossiger und giebelständiger Halbwalmdachbau mit Bändergliederung, 2. Viertel 19. Jahrhundert                                                                      | D-2-75-159-40 | BW   |

### Oberhart
| Lage                                         | Objekt                           | Beschreibung                                                                       | Akten-Nr.     | Bild |
| -------------------------------------------- | -------------------------------- | ---------------------------------------------------------------------------------- | ------------- | ---- |
| Nömerberg 31, Straße nach Windorf (Standort) | Grenzstein des Hochstifts Passau | Rundbogiger Wappenstein, Granit, zwischen 1763 und 1783                            | D-2-75-159-42 | BW   |
| In Oberhart (Standort)                       | Wegkapelle                       | Stattlicher halbrunder Bau mit Rundbogenöffnung und Pilastern, 17./18. Jahrhundert | D-2-75-159-41 | BW   |

### Oberreit
| Lage                  | Objekt                         | Beschreibung | Akten-Nr.     | Bild |
| --------------------- | ------------------------------ | --- | ------------- | ---- |
| Oberreit 3 (Standort) | Kleinbauernhaus (Ausnahmshaus) | Ursprünglich giebelgeteiltes Wohnstallhaus, Wohnteil Blockbau, Ende 17. Jahrhundert, Dach später; in Neubau integriert | D-2-75-159-43 | BW   |

### Otterskirchen
| Lage                                 | Objekt                              | Beschreibung | Akten-Nr.     | Bild                                |
| ------------------------------------ | ----------------------------------- | --- | ------------- | ----------------------------------- |
| Baderstraße 12 (Standort)            | Wohnhaus eines Vierseithofes        | Zweigeschossiger und traufständiger Halbwalmdachbau mit Traufschrot, 1. Drittel 19. Jahrhundert | D-2-75-159-45 | BW                                  |
| Hofmark 7 (Standort)                 | Pfarrhaus                           | Stattlicher zweigeschossiger Halbwalmdachbau mit Bauinschrift, 1679 | D-2-75-159-46 | BW                                  |
| Hofmark 11 (Standort)                | Gasthof Seidl                       | Stattlicher zweigeschossiger und traufständiger Halbwalmdachbau mit Putzgliederungen, 2. Viertel 19. Jahrhundert | D-2-75-159-47 | BW                                  |
| Hofmark 17; Baderstraße 2 (Standort) | Katholische Pfarrkirche St. Michael | Saalkirche mit eingezogenem Polygonalchor, Westturm und Vorzeichen, Turm 1744, im Unterbau romanisch, Chor spätgotisch, Langhaus von Severin Goldberger, bezeichnet mit 1763; mit Ausstattung Friedhofsmauer mit Torpfeilern, wohl 18. Jahrhundert, auf älterer Anlage | D-2-75-159-44 | Katholische Pfarrkirche St. Michael |
| Vorwaldstraße 1 a (Standort)         | Wegkapelle                          | Offenes Gehäuse mit Zeltdach, korbbogiger Öffnung und Putzgliederungen, 1. Drittel 19. Jahrhundert | D-2-75-159-48 | BW                                  |

### Punzing
| Lage                 | Objekt                                    | Beschreibung | Akten-Nr.     | Bild |
| -------------------- | ----------------------------------------- | --- | ------------- | ---- |
| Punzing 2 (Standort) | Ehemaliges Kleinbauern- und Wohnstallhaus | Zweigeschossiger und traufständiger Blockbau, mit vorschießendem, straßenseitig abgeschlepptem Satteldach und Kniestock, rückwärtig versteinert, 2. Hälfte 18. Jahrhundert, Dach später | D-2-75-159-49 | BW   |

### Ragaul
| Lage                                           | Objekt                                                    | Beschreibung                                                                                               | Akten-Nr.     | Bild |
| ---------------------------------------------- | --------------------------------------------------------- | --- | ------------- | ---- |
| Ragaul 1; Von Ragaul nach Breiteich (Standort) | Wegkapelle zur Hl. Dreifaltigkeit und Unserer Lieben Frau | Offenes Gehäuse mit erneuertem Satteldach, Vordach und Rundbogentonne, um 1750, mit späteren Überformungen | D-2-75-159-50 | BW   |

### Rathsmannsdorf
| Lage                           | Objekt                                                                   | Beschreibung | Akten-Nr.     | Bild                                                                     |
| ------------------------------ | ------------------------------------------------------------------------ | --- | ------------- | ------------------------------------------------------------------------ |
| Ostmarkstraße 4 (Standort)     | Ehemalige katholische Pfarrkirche St. Ulrich                             | Saalkirche mit Polygonalchor und Westturm, gotisch, Turm im 18. Jahrhundert erhöht, Turmoberteil und Sakristei gleichzeitig, 1941 profaniert | D-2-75-159-51 | Ehemalige katholische Pfarrkirche St. Ulrich                             |
| Ostmarkstraße 6 (Standort)     | Ehemalige Schule                                                         | Zweigeschossiger und schiefergedeckter Walmdachbau mit Putzgliederung und flachem Mittelrisalit, um 1875 | D-2-75-159-72 | BW                                                                       |
| Schloßplatz 1, 2, 3 (Standort) | Schloss Rathsmannsdorf; ehemaliges fürstbischöflich-passauisches Schloss | 1449 Erwerb der mittelalterlichen Anlage durch Fürstbischof Leonhard von Laiming, unter Fürstbischof Urban von Trennbach 1578/79 als Vierflügelanlage erneuert Dreigeschossige Halbwalmdachbauten, Nordflügel mit sechsgeschossigem Torturm und rustiziertem Portal, Ostflügel mit rundem Eckturm und ehemaliger Schlosskapelle, Westflügel mit dreigeschossiger Hofarkade, Südflügel bis auf wenige Reste abgetragen; Reste der Befestigungsmauern mit Schalentürmen, wohl 16. Jahrhundert Schlossgut: Sogenanntes Herrenhaus, dreigeschossiger Halbwalmdachbau mit Gesimsteilung, Ende 16. Jahrhundert, 1910 aufgestockt Stallstadel, zweigeschossiger Satteldachbau mit Heuboden und korbbogigen Ladeluken, wohl 18. Jahrhundert | D-2-75-159-52 | Schloss Rathsmannsdorf; ehemaliges fürstbischöflich-passauisches Schloss |

### Scheuereck
| Lage                    | Objekt                            | Beschreibung | Akten-Nr.     | Bild |
| ----------------------- | --------------------------------- | --- | ------------- | ---- |
| Scheuereck 1 (Standort) | Wohnstallhaus eines Dreiseithofes | Zweigeschossiger Obergeschoss-Blockbau mit Kniestock, vorschießendem Satteldach und Traufschrot, 1. Drittel 19. Jahrhundert, Dach später | D-2-75-159-56 | BW   |

### Schwarzhöring
| Lage                       | Objekt     | Beschreibung | Akten-Nr.     | Bild |
| -------------------------- | ---------- | --- | ------------- | ---- |
| Schwarzhöring 3 (Standort) | Bauernhaus | Teilweise verbretterter zweigeschossiger und traufständiger Blockbau, mit Flachsatteldach und zwei Traufschroten, 2. Hälfte 18. Jahrhundert; derzeitig in Renovierung | D-2-75-159-57 | BW   |

### Sessing
| Lage                 | Objekt                 | Beschreibung | Akten-Nr.     | Bild |
| -------------------- | ---------------------- | --- | ------------- | ---- |
| Sessing 1 (Standort) | Zugehöriger Westflügel | Verbretterter Ständerbau mit Satteldächern, Zwerchflügel, Blockbauteilen und geständertem Traidkasten, 1. Drittel 19. Jahrhundert | D-2-75-159-58 | BW   |
| Sessing 1 (Standort) | Wegkapelle             | Offenes Gehäuse mit Pyramidendach und Inschrifttafeln, 1. Drittel 19. Jahrhundert                                                 | D-2-75-159-59 | BW   |

### Silling
| Lage                 | Objekt                                      | Beschreibung | Akten-Nr.     | Bild |
| -------------------- | ------------------------------------------- | --- | ------------- | ---- |
| Breitfeld (Standort) | Kapelle, sogenannte Kaltenbrunn-Kapelle     | Traufständiger Schopfwalmdachbau mit Figurennische und Putzquaderung, Mitte 17. Jahrhundert; mit Ausstattung Unterhalb namengebende Brunnenstube mit Steinfassung und Aufsatz, 17. Jahrhundert                                                                     | D-2-75-159-53 | BW   |
| Silling 3 (Standort) | Zugehörige Nebengebäude eines Vierseithofes | Erstes Drittel 19. Jahrhundert Zweigeteilter Südflügel, östlich Stall und Heuboden, westlich verschalter Traidkasten, Ständerbau mit Flachsatteldach und bemaltem Balusterschrot Westflügel, zweigeschossiger Halbwalmdachbau mit Bändergliederung und Traufschrot | D-2-75-159-60 | BW   |

### Stetting
| Lage                   | Objekt                | Beschreibung                                                                                                   | Akten-Nr.     | Bild |
| ---------------------- | --------------------- | --- | ------------- | ---- |
| Stetting 4 (Standort)  | Bauernhaus            | Zweigeschossiger Halbwalmdachbau, mit Blockbau-Obergeschoss und zwei Giebelschroten, 1. Hälfte 18. Jahrhundert | D-2-75-159-61 | BW   |
| Stetting 10 (Standort) | Zugehöriges Backhäusl | Giebelständiger Satteldachbau und korbbogiger Öffnung, 19. Jahrhundert                                         | D-2-75-159-62 | BW   |

### Vordergalgenberg
| Lage                 | Objekt                       | Beschreibung                                                                              | Akten-Nr.     | Bild |
| -------------------- | ---------------------------- | ----------------------------------------------------------------------------------------- | ------------- | ---- |
| Döblweg (Standort)   | Wegkapelle                   | Giebelständiger Satteldachbau mit spitzbogiger Öffnung, neugotisch, Mitte 19. Jahrhundert | D-2-75-159-64 | BW   |
| Döblweg 6 (Standort) | Wohnhaus eines Vierseithofes | Mit Blockbau-Obergeschoss und vorschießendem Flachsatteldach, Mitte 18. Jahrhundert       | D-2-75-159-63 | BW   |

### Walding
| Lage                 | Objekt             | Beschreibung                                                                                            | Akten-Nr.     | Bild |
| -------------------- | ------------------ | --- | ------------- | ---- |
| Walding 2 (Standort) | Kleines Bauernhaus | Zweigeschossiger und traufständiger Satteldachbau mit Blockbau-Obergeschoss, 1. Drittel 19. Jahrhundert | D-2-75-159-65 | BW   |

### Wilhelmhof
| Lage                    | Objekt                                     | Beschreibung | Akten-Nr.     | Bild |
| ----------------------- | ------------------------------------------ | --- | ------------- | ---- |
| Wilhelmhof 4 (Standort) | Ehemaliges Wohnstallhaus des Dreiseithofes | Zweigeschossiger Satteldachbau mit Blockbau-Obergeschoss, Kniestock und Traufschrot, Ende 18. Jahrhundert, Dach später | D-2-75-159-66 | BW   |

### Wimberg
| Lage                 | Objekt                       | Beschreibung | Akten-Nr.     | Bild |
| -------------------- | ---------------------------- | --- | ------------- | ---- |
| Wimberg 3 (Standort) | Wohnhaus eines Vierseithofes | Zweigeschossiger und traufständiger, straßenseitig teilweise versteinerter Blockbau mit vorschießendem Flachsatteldach und zweiseitig umlaufendem Schrot, bezeichnet mit 1737 | D-2-75-159-68 | BW   |
| Wimberg 6 (Standort) | Wohnhaus eines Dreiseithofs  | Zweigeschossiger Blockbau mit vorschießendem Flachsatteldach und Giebelschrot, bezeichnet mit 1768                                                                            | D-2-75-159-67 | BW   |

## Ehemalige Baudenkmäler
In diesem Abschnitt sind Objekte aufgeführt, die früher einmal in der Denkmalliste eingetragen waren, jetzt aber nicht mehr. Objekte, die in anderem Zusammenhang – also z. B. als Teil eines Baudenkmals – weiter eingetragen sind, sollen hier nicht aufgeführt werden. Aktennummern in diesem Abschnitt sind ehemalige, jetzt nicht mehr gültige Aktennummern.

| Lage                                       | Objekt                                    | Beschreibung | Akten-Nr.     | Bild |
| ------------------------------------------ | ----------------------------------------- | --- | ------------- | ---- |
| Windorf Marktplatz 27 (Standort)           | Wohnhaus                                  | Zweigeschossiger und giebelständiger Schopfwalmdachbau mit erkerförmigem Anbau und korbbogiger Toreinfahrt, Ende 18. Jahrhundert | D-2-75-159-3  | BW   |
| Windorf Marktplatz 34 (Standort)           | Wohnhaus                                  | Traufseitbau mit Bodenerker, 17./18. Jahrhundert, im späteren 19. Jahrhundert aufgestockt und mit Zierfries versehen             | D-2-75-159-7  | BW   |
| Antholling 1 (Standort)                    | Bauernhaus des Dreiseithofes              | Blockbau, mit Flachdach und zweiseitig umlaufendem Schrot, Ende 18. Jahrhundert                                                  | D-2-75-159-12 | BW   |
| Berg 1 (Standort)                          | Wohnhaus des Vierseithofes                | Mit Blockbau-Obergeschoss und leicht erhöhtem Flachdach, 1. Drittel 19. Jahrhundert                                              | D-2-75-159-15 | BW   |
| Erlhof 1 (Standort)                        | Bauernhaus                                | Mit Blockbau-Obergeschoss und Traufschrot, nach Mitte 19. Jahrhundert; zugehörig zu Vierseithof                                  | D-2-75-159-19 | BW   |
| Gaishofen Fischerstraße 2 (Standort)       | Kleinbauernhaus                           | Überwiegend offener Blockbau mit Flachdach, Ende 18. Jahrhundert                                                                 | D-2-75-159-20 | BW   |
| Gaishofen Fischerstraße 7 (Standort)       | Zugehöriger Westflügel                    | Mit Flachdach und Traidkasten, 1. Drittel 19. Jahrhundert                                                                        | D-2-75-159-22 | BW   |
| Gaishofen Fischerstraße 7 a (Standort)     | Waldlerhaus                               | Oberteil verputzter Blockbau mit Giebelschrot, 2. Hälfte 18. Jahrhundert                                                         | D-2-75-159-23 | BW   |
| Gaishofen Fischerstraße 11 (Standort)      | Zugehöriger sehr seltener Blockbau-Stadel | Mit Steilsatteldach, 2. Hälfte 18. Jahrhundert                                                                                   | D-2-75-159-24 | BW   |
| Gottholling 1 (Standort)                   | Kapelle                                   | Mit vorgezogenem Satteldach, 19. Jahrhundert; mit Ausstattung; zu Haus Nummer 90 gehörig                                         | D-2-75-159-26 | BW   |
| Höbersdorf 3 (Standort)                    | Bauernhaus                                | Blockbau mit profiliertem Sturz und Traufschrot, 2. Hälfte 18. Jahrhundert, Dach später                                          | D-2-75-159-28 | BW   |
| Kreiling 4 (Standort)                      | Malerisches Waldlerhaus                   | Mit Blockbau-Oberteil und Giebelschrot, 2. Hälfte 18. Jahrhundert; zugehörig zu Vierseithof                                      | D-2-75-159-33 | BW   |
| Otterskirchen Baderstraße 1 (Standort)     | Bauernhaus                                | Mit Halbwalmdach und profiliertem Gesims, 2. Viertel 19. Jahrhundert; zugehörig zu Vierseithof                                   | D-2-75-159-70 | BW   |
| Rathsmannsdorf Staumauer-Anlage (Standort) | Staumauer-Anlage                          | Aus Natursteinblöcken, Teil des ehemaligen Verteidigungssystems des Schlosses, 1. Hälfte 17. Jahrhundert                         | D-2-75-159-71 | BW   |
| Ratzenleithen 6 (Standort)                 | Wohnhaus des Vierseithofes                | Mit grün gefasster Putzgliederung, 2. Hälfte 19. Jahrhundert                                                                     | D-2-75-159-54 | BW   |

## Abgegangene Baudenkmäler
In diesem Abschnitt sind Objekte aufgeführt, die früher einmal in der Denkmalliste eingetragen waren, jetzt aber nicht mehr existieren, z. B. weil sie abgebrochen wurden. Aktennummern in diesem Abschnitt sind ehemalige, jetzt nicht mehr gültige Aktennummern.

| Lage                         | Objekt                    | Beschreibung | Akten-Nr.    | Bild |
| ---------------------------- | ------------------------- | --- | ------------ | ---- |
| Windorf Gellert 6 (Standort) | Ehemaliges Handwerkerhaus | Zweigeschossiger und giebelständiger Bau mit Blockbau-Obergeschoss, vorschießendem Flachsatteldach und Giebelschrot, 2. Hälfte 18. Jahrhundert | D-2-75-159-2 | BW   |